# City of Birmingham Symphony Orchestra

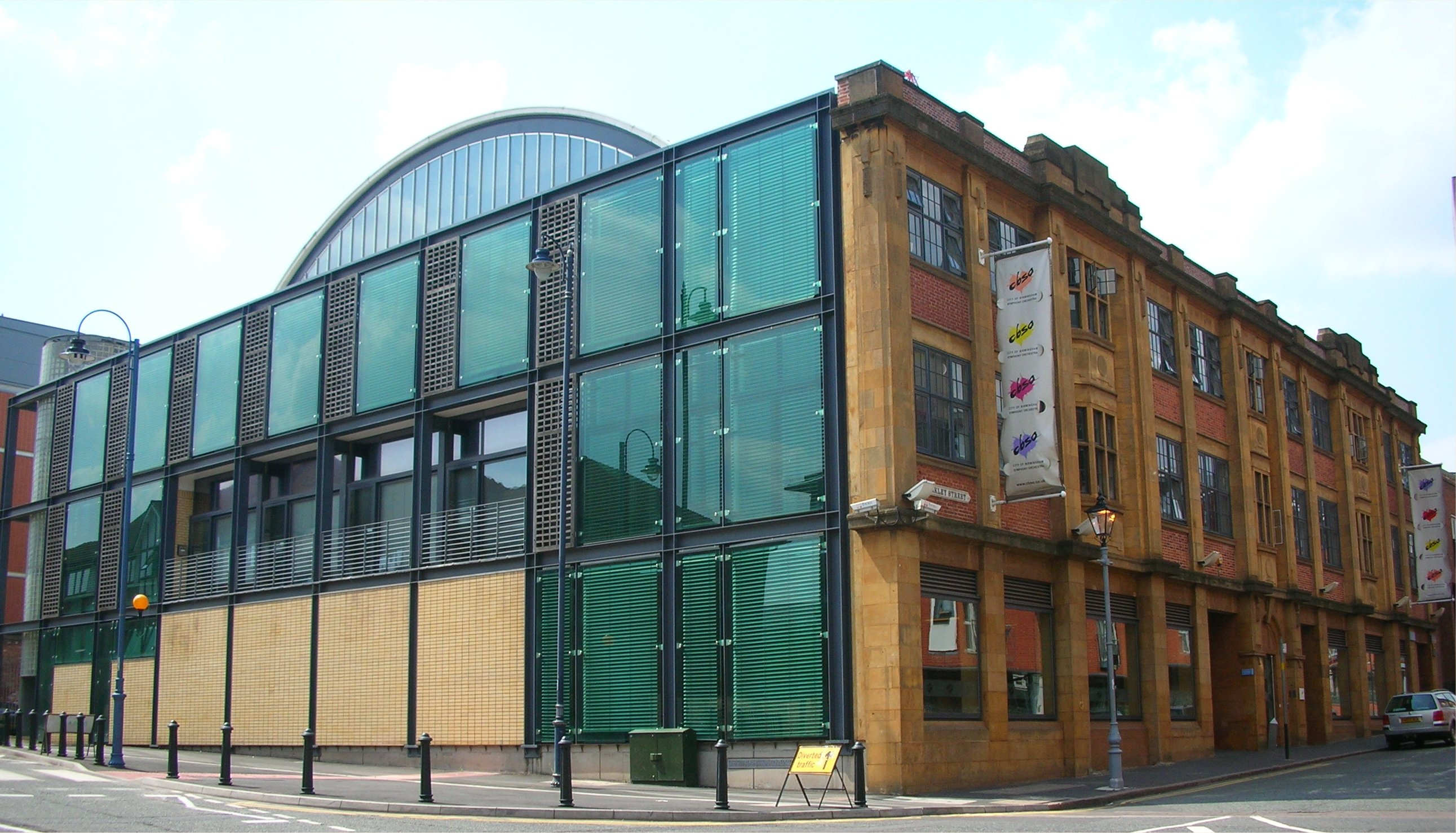
Das CBSO Centre (2006)

City of Birmingham Symphony Orchestra (abgekürzt auch CBSO) ist ein Orchester der mittelenglischen Stadt Birmingham mit überwiegend klassischem Repertoire. Neben den großen Londoner Orchestern zählt es zu den bedeutendsten Englands.

## Geschichte
Das Orchester wurde als City of Birmingham Symphony Orchestra 1920 gegründet. Das erste Konzert fand im September jenes Jahres unter der Leitung von Edward Elgar statt. 1944 wurde es in eine feste Einrichtung umgewandelt. Bedeutende Dirigenten schufen im Laufe der Zeit einen bedeutenden Klangkörper von überregionaler Bedeutung. Seit 1997 ist das Orchester in einem Neubau, dem sogenannten CBSO Centre, Ecke Berkley Street und Holliday Street in Birmingham untergebracht. Neben dem Orchester sind dort auch ein Jugendorchester und ein Chor untergebracht.
Kommerzielle Musikaufnahmen wurden zumeist in Zusammenarbeit mit den beiden Platten-Labeln EMI Classics (siehe EMI Group) und Warner Classics (siehe Warner Music Group) produziert und sind dort erschienen.

## Chefdirigenten/Musikalische Leiter
- Kazuki Yamada (seit 2023)[1]
- Mirga Gražinytė-Tyla (2016–2022)
- Andris Nelsons (2008–2015)
- Sakari Oramo (1998–2008)
- Simon Rattle (1980–1998)
- Louis Frémaux (1969–1978)
- Hugo Rignold (1960–1969)
- Adrian Boult (1959–1960)
- Andrzej Panufnik (1957–1959)
- Rudolf Schwarz (1951–1957)
- George Weldon (1944–1951)
- Leslie Heward (1930–1943)
- Adrian Boult (1924–1930)
- Appleby Matthews (1920–1924)